# Platanar Abajo 2da. Sección
Platanar Abajo 2da. Sección är en ort i Mexiko.   Den ligger i kommunen Pichucalco och delstaten Chiapas, i den sydöstra delen av landet, 600 km öster om huvudstaden Mexico City. Platanar Abajo 2da. Sección ligger 54 meter över havet och antalet invånare är 470.
Terrängen runt Platanar Abajo 2da. Sección är mycket platt. Runt Platanar Abajo 2da. Sección är det ganska glesbefolkat, med 43 invånare per kvadratkilometer. Närmaste större samhälle är Chontalpa, 10,8 km väster om Platanar Abajo 2da. Sección. Trakten runt Platanar Abajo 2da. Sección består till största delen av jordbruksmark.